# گده‌بی
گده‌بی (به ترکی آذربایجانی: Gədəbəy) یک منطقهٔ مسکونی در جمهوری آذربایجان است که در شهرستان گده‌بی واقع شده‌است. گده‌بَی ۹٬۱۶۱ نفر جمعیت دارد و ۱٬۴۶۷ متر بالاتر از سطح دریا واقع شده‌است.

## جغرافیا
گده‌بی در دامنه شمالی رشته‌کوه شاه‌داغ، در ارتفاع ۱۴۶۰ متری و در کرانه رودخانه میس قرار دارد. این شهر در مناطق کوهستانی میانی و مرتفع قفقاز کوچک واقع شده است.

## آب و هوا
| داده‌های اقلیم گده‌بی (۱۹۷۳-۲۰۱۷)   | داده‌های اقلیم گده‌بی (۱۹۷۳-۲۰۱۷) | داده‌های اقلیم گده‌بی (۱۹۷۳-۲۰۱۷) | داده‌های اقلیم گده‌بی (۱۹۷۳-۲۰۱۷) | داده‌های اقلیم گده‌بی (۱۹۷۳-۲۰۱۷) | داده‌های اقلیم گده‌بی (۱۹۷۳-۲۰۱۷) | داده‌های اقلیم گده‌بی (۱۹۷۳-۲۰۱۷) | داده‌های اقلیم گده‌بی (۱۹۷۳-۲۰۱۷) | داده‌های اقلیم گده‌بی (۱۹۷۳-۲۰۱۷) | داده‌های اقلیم گده‌بی (۱۹۷۳-۲۰۱۷) | داده‌های اقلیم گده‌بی (۱۹۷۳-۲۰۱۷) | داده‌های اقلیم گده‌بی (۱۹۷۳-۲۰۱۷) | داده‌های اقلیم گده‌بی (۱۹۷۳-۲۰۱۷) | داده‌های اقلیم گده‌بی (۱۹۷۳-۲۰۱۷) |
| ماه                               | ژانویه                          | فوریه                           | مارس                            | آوریل                           | مه                              | ژوئن                            | ژوئیه                           | اوت                             | سپتامبر                         | اکتبر                           | نوامبر                          | دسامبر                          | سال                             |
| --------------------------------- | ------------------------------- | ------------------------------- | ------------------------------- | ------------------------------- | ------------------------------- | ------------------------------- | ------------------------------- | ------------------------------- | ------------------------------- | ------------------------------- | ------------------------------- | ------------------------------- | ------------------------------- |
| سابقهٔ بیش‌ترین °C (°F)             | ۱۷٫۵ (۶۴)                       | ۱۷٫۰ (۶۳)                       | ۲۲٫۰ (۷۲)                       | ۲۷٫۰ (۸۱)                       | ۲۹٫۰ (۸۴)                       | ۳۴٫۵ (۹۴)                       | ۳۶٫۰ (۹۷)                       | ۳۷٫۰ (۹۹)                       | ۳۳٫۶ (۹۲)                       | ۲۸٫۵ (۸۳)                       | ۲۳٫۳ (۷۴)                       | ۲۱٫۰ (۷۰)                       | ۳۷ (۹۹)                         |
| میانگین بیش‌ترین °C (°F)           | ۴٫۸ (۴۱)                        | ۵٫۰ (۴۱)                        | ۹٫۲ (۴۹)                        | ۱۳٫۸ (۵۷)                       | ۱۹٫۰ (۶۶)                       | ۲۲٫۶ (۷۳)                       | ۲۵٫۱ (۷۷)                       | ۲۵٫۹ (۷۹)                       | ۲۱٫۴ (۷۱)                       | ۱۵٫۴ (۶۰)                       | ۱۰٫۸ (۵۱)                       | ۵٫۸ (۴۲)                        | ۱۴٫۹ (۵۸٫۹)                     |
| میانگین روزانه °C (°F)            | −۰٫۴ (۳۱)                       | −۰٫۴ (۳۱)                       | ۴٫۰ (۳۹)                        | ۸٫۲ (۴۷)                        | ۱۳٫۵ (۵۶)                       | ۱۶٫۸ (۶۲)                       | ۱۹٫۵ (۶۷)                       | ۱۹٫۸ (۶۸)                       | ۱۵٫۸ (۶۰)                       | ۱۰٫۳ (۵۱)                       | ۵٫۶ (۴۲)                        | ۰٫۷ (۳۳)                        | ۹٫۴۵ (۴۸٫۹)                     |
| میانگین کم‌ترین °C (°F)            | −۵٫۵ (۲۲)                       | −۵٫۹ (۲۱)                       | −۱٫۲ (۳۰)                       | ۲٫۷ (۳۷)                        | ۷٫۹ (۴۶)                        | ۱۱٫۱ (۵۲)                       | ۱۳٫۹ (۵۷)                       | ۱۳٫۷ (۵۷)                       | ۱۰٫۳ (۵۱)                       | ۵٫۲ (۴۱)                        | ۰٫۵ (۳۳)                        | −۴٫۴ (۲۴)                       | ۴٫۰۳ (۳۹٫۳)                     |
| سابقهٔ کم‌ترین °C (°F)              | −۱۸٫۰ (۰)                       | −۲۰٫۰ (−۴)                      | −۱۳٫۶ (۸)                       | −۱۱٫۰ (۱۲)                      | ۰٫۷ (۳۳)                        | ۱٫۹ (۳۵)                        | ۶٫۲ (۴۳)                        | ۷٫۰ (۴۵)                        | ۰٫۹ (۳۴)                        | −۴٫۶ (۲۴)                       | −۹٫۸ (۱۴)                       | −۱۴٫۰ (۷)                       | −۲۰ (−۴)                        |
| بارندگی میلی‌متر (اینچ)            | ۲۲٫۵ (۰٫۸۹)                     | ۳۰٫۴ (۱٫۲)                      | ۲۳٫۲ (۰٫۹۱)                     | ۳۱٫۲ (۱٫۲۳)                     | ۵۰٫۶ (۱٫۹۹)                     | ۴۷٫۷ (۱٫۸۸)                     | ۴۲٫۵ (۱٫۶۷)                     | ۲۲٫۲ (۰٫۸۷)                     | ۲۹٫۴ (۱٫۱۶)                     | ۷۴٫۲ (۲٫۹۲)                     | ۲۰٫۶ (۰٫۸۱)                     | ۱۱٫۱ (۰٫۴۴)                     | ۴۰۵٫۵ (۱۵٫۹۶)                   |
| میانگین روزهای بارندگی (≥ ۱.۰ mm) | ۵٫۳                             | ۴٫۷                             | ۶٫۷                             | ۸٫۱                             | ۹٫۹                             | ۸٫۴                             | ۴٫۲                             | ۴٫۴                             | ۵٫۰                             | ۷٫۳                             | ۵٫۳                             | ۳٫۸                             | ۷۲٫۹                            |
| منبع: NOAA                        |                                 |                                 |                                 |                                 |                                 |                                 |                                 |                                 |                                 |                                 |                                 |                                 |                                 |